# David Darling
David Darling (Elkhart, 4 marzo 1941 – Goshen, 8 gennaio 2021) è stato un violoncellista e compositore statunitense.

## Biografia
David Darling cominciò a studiare il violoncello all'età di 10 anni. Continuò gli studi fino a conseguire un baccalaureato e un master in educazione musicale presso l'Università dell'Indiana, negli USA. Svolse il ruolo di direttore di gruppi musicali scolastici e, nel 1969, cominciò a insegnare educazione musicale e a dirigere l'orchestra della Western Kentucky University. 
Nel 1970 entrò nel Paul Winter Consort e contestualmente nella Nashville Symphony Orchestra. Nel 1987 abbandonò questi gruppi musicali per proseguire l'attività come solista.
Nel 1986 entrò nella Young Audiences, Inc., un'organizzazione che si propone di educare i bambini alla musica e all'arte. Nello stesso anno fondò Music for People che si propone di incoraggiare le persone ad esprimersi attraverso l'improvvisazione musicale. Tale organizzazione organizza dei seminari di “musica per tutti”.
Nel 2000 registrò un'inusuale collaborazione con Wulu Bunum, un gruppo di aborigeni taiwanesi.
Le composizioni e le esecuzioni di Darling si basano su un'ampia gamma di stili che includono la musica classica, il jazz, la musica brasiliana, africana e indiana.
Visse a Goshen, nel Connecticut dove svolse la sua attività di compositore, insegnante ed esecutore.
Darling ha collaborato con moltissimi musicisti come Bobby McFerrin, Spyro Gyra, Peter Paul and Mary, Oregon, Jan Garbarek, Terje Rypdal, e con l'innovativo ensemble di danza Pilololus.
Oltre a svolgere la propria attività come musicista solista e in gruppi, ha scritto la musica per una dozzina di importanti film, come, ad esempio,  Fino alla fine del mondo (1991) e Così lontano, così vicino (1993) diretti da Wim Wenders.
Nel 2002 fu selezionato per il Grammy Award per l'album Cello Blue.
Darling era un insegnante di improvvisazione musicale particolarmente dotato ed era un appassionato sostenitore della teoria secondo cui ogni essere umano abbia la capacità di imparare ad esprimersi attraverso la musica.

## Discografia
- The Darling Conversations, 2007 (con Julie Weber)
- Open Window, 2003 (con John Marshall)
- The Tao of Cello, 2003
- Refuge, 2002 (con Terry Tempest Williams)
- River Notes, 2002 (con Barry Lopez)
- Cello Blue, 2001
- Musical Massage - In Tune, 2001 (con the Adagio Ensemble and John Marshall)
- Musical Massage - Balance, 2000 (con the Adagio Ensemble)
- Epigraphs, 2000 (con Ketil Bjørnstad)
- The Sea II, 1998 (with The Sea Group)
- The River, 1997 (with Ketil Bjørnstad)
- Window Steps, 1996 (con Pierre Favre)
- Dark Wood, 1995
- The Sea, 1995 (con The Sea Group)
- 8-String Religion, 1993
- Migration, 1992 (con Peter Kater)
- Cello, 1992
- Until the End of the World (colonna sonora), 1991 (colonna sonora - 4 pezzi composti da Graeme Revell)
- Homage, 1989 (con Peter Kater)
- Amber, 1987 (con Michael Jones)
- Eos, 1984 (con Terje Rypdal)
- Cycles, 1981 (con Collin Walcott, Jan Garbarek, Oscar Castro-Neves, Steve Kuhn, Arild Andersen)
- Journal October, 1980
- Paul Winter Consort, 1970-77 (vari pezzi con the Paul Winter Consort)